# ゆりあげ港朝市

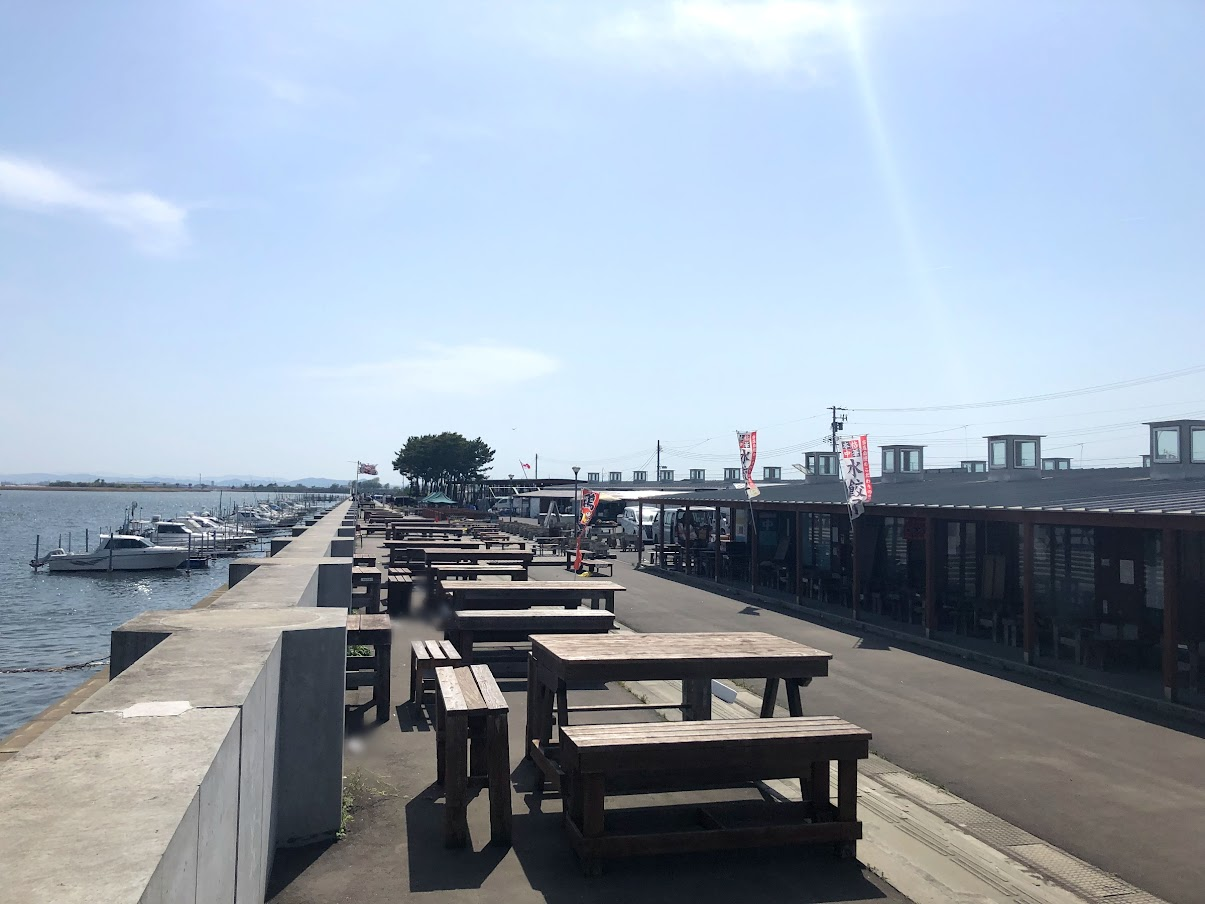
広浦に隣接

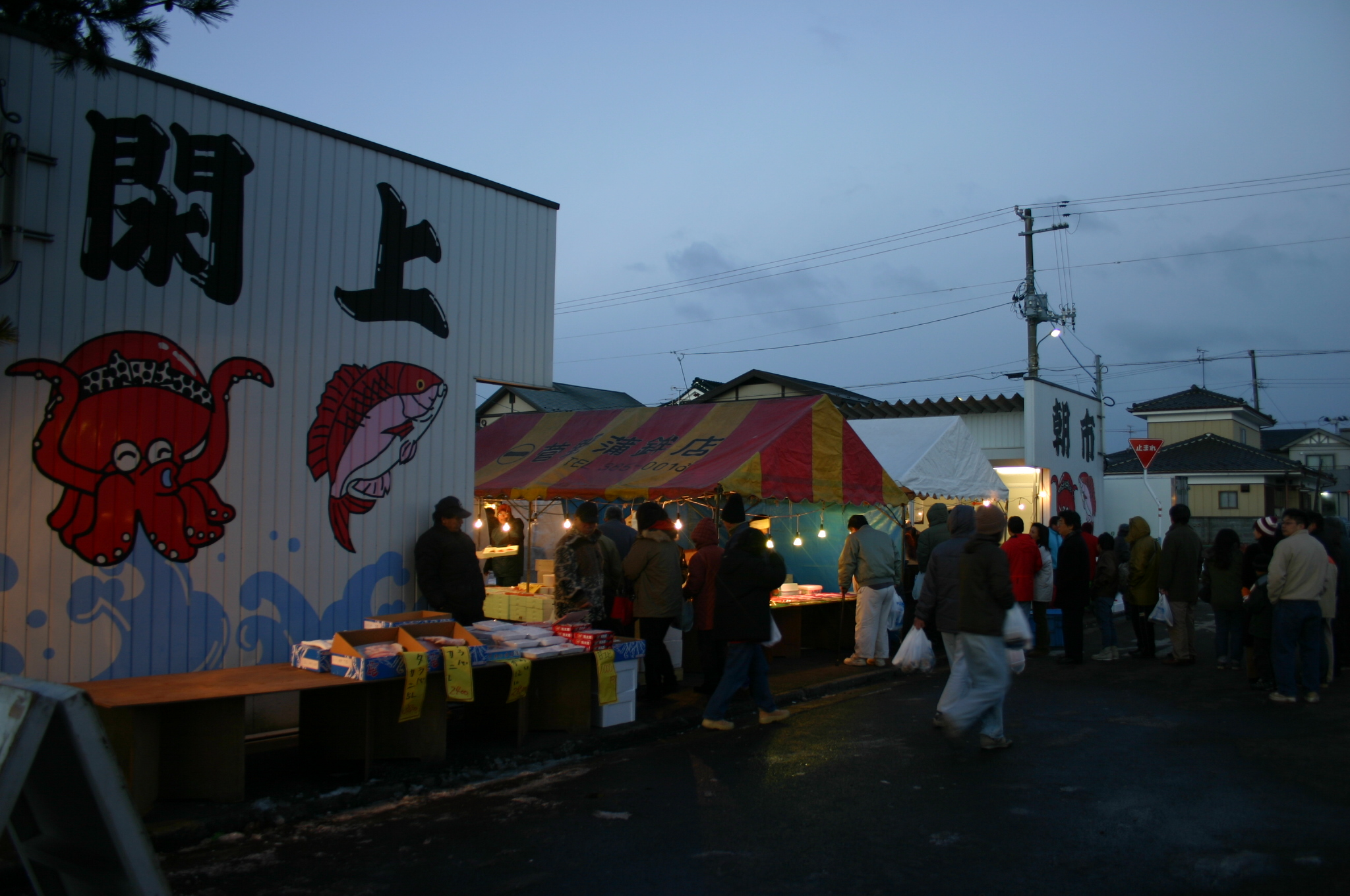
被災前の市場入口

ゆりあげ港朝市（ゆりあげみなとあさいち）は、宮城県名取市で開かれる朝市。

## 歴史
閖上は、江戸時代から漁港として栄えていた。隣接する貞山運河を使い仙台城下へ海産物を運んでいた記録がある。このような歴史を背景として、1976年、閖上漁協の敷地内で自然発生的に誕生した。2011年の東日本大震災で閖上地区も甚大な被害を受け、市場は一時閉鎖していた。その後、イオンモール名取駐車場での仮営業を経て、2013年から従来の敷地での営業を再開している。その際、朝市に隣接して「メイプル館」には、地元の飲食店やカフェの他に東北の産物を販売する売店も設けられた。

## 特色
朝市とメイプル館の二つに分かれている。前者では親子で参加できる「せり市」がある。初市、せり鍋祭の様に特別イベントが開催される事もある。

## 基本情報
営業時間
- 6：00～13：00

定休日
- 毎週月～土曜日（日曜日・祝日以外）

営業時間（メイプル館）
- 10：00～16：00
- 6：00～13：00（日曜日・祝日）

定休日（メイプル館）
- 毎週木曜日

アクセス
- 交通手段[7]
- 住所：宮城県名取市閖上東3丁目5-1（駐車場あり）

## ギャラリー

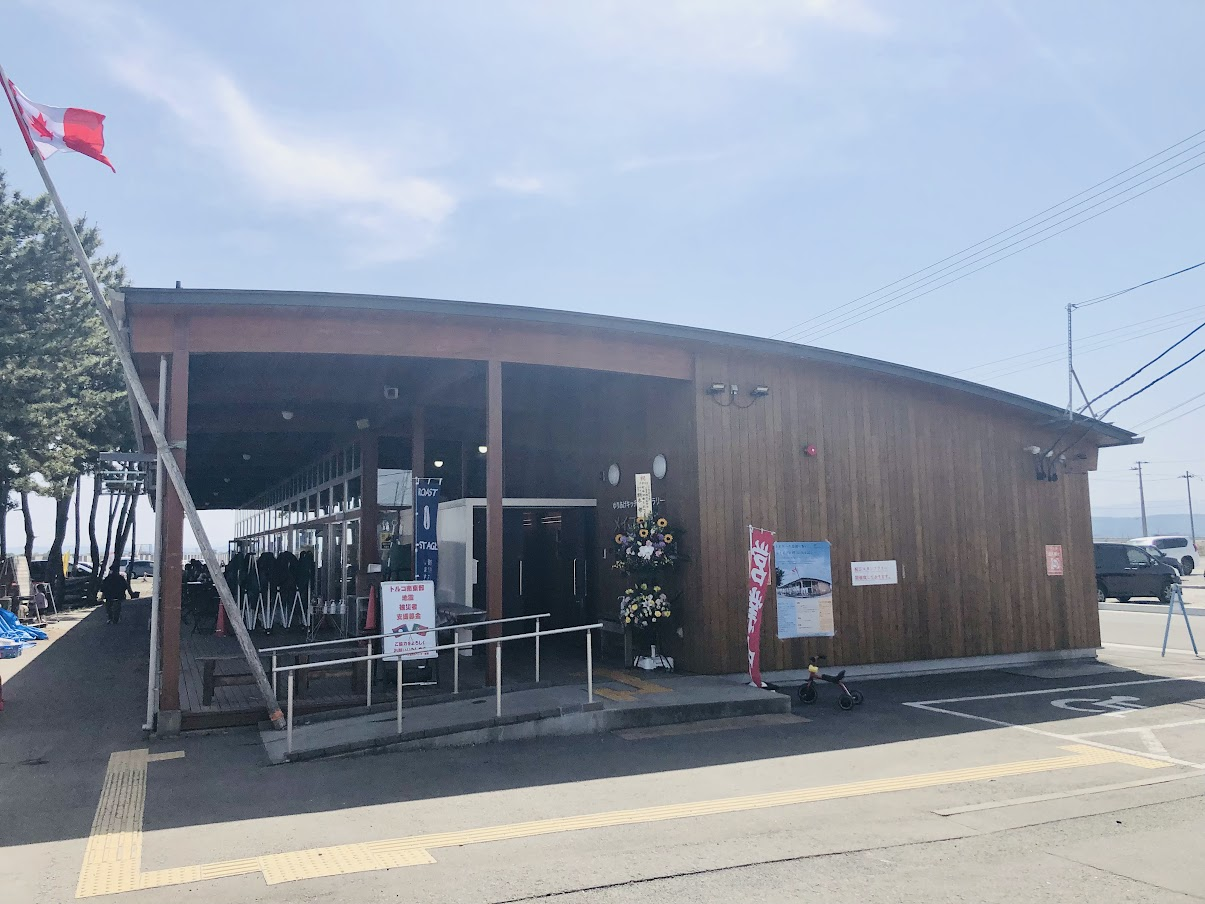
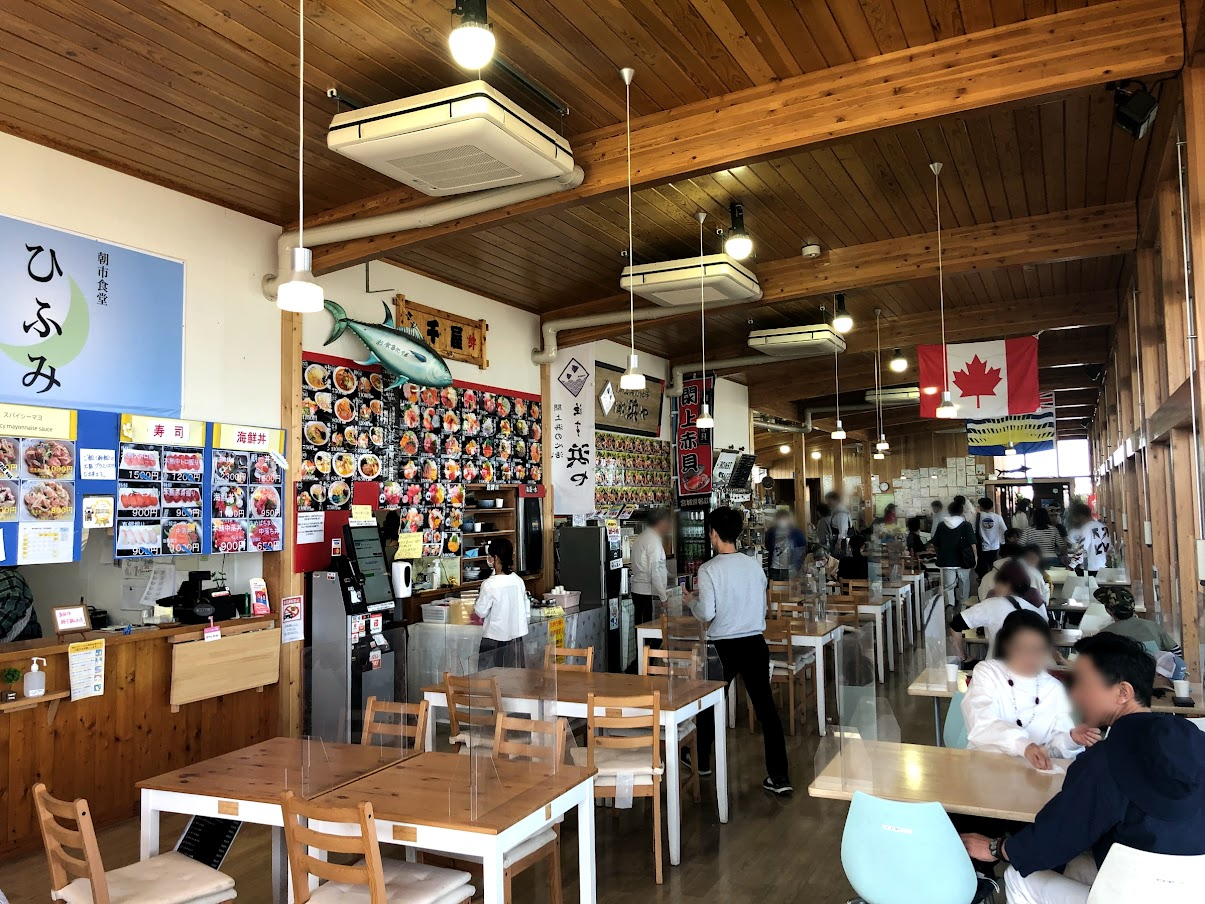
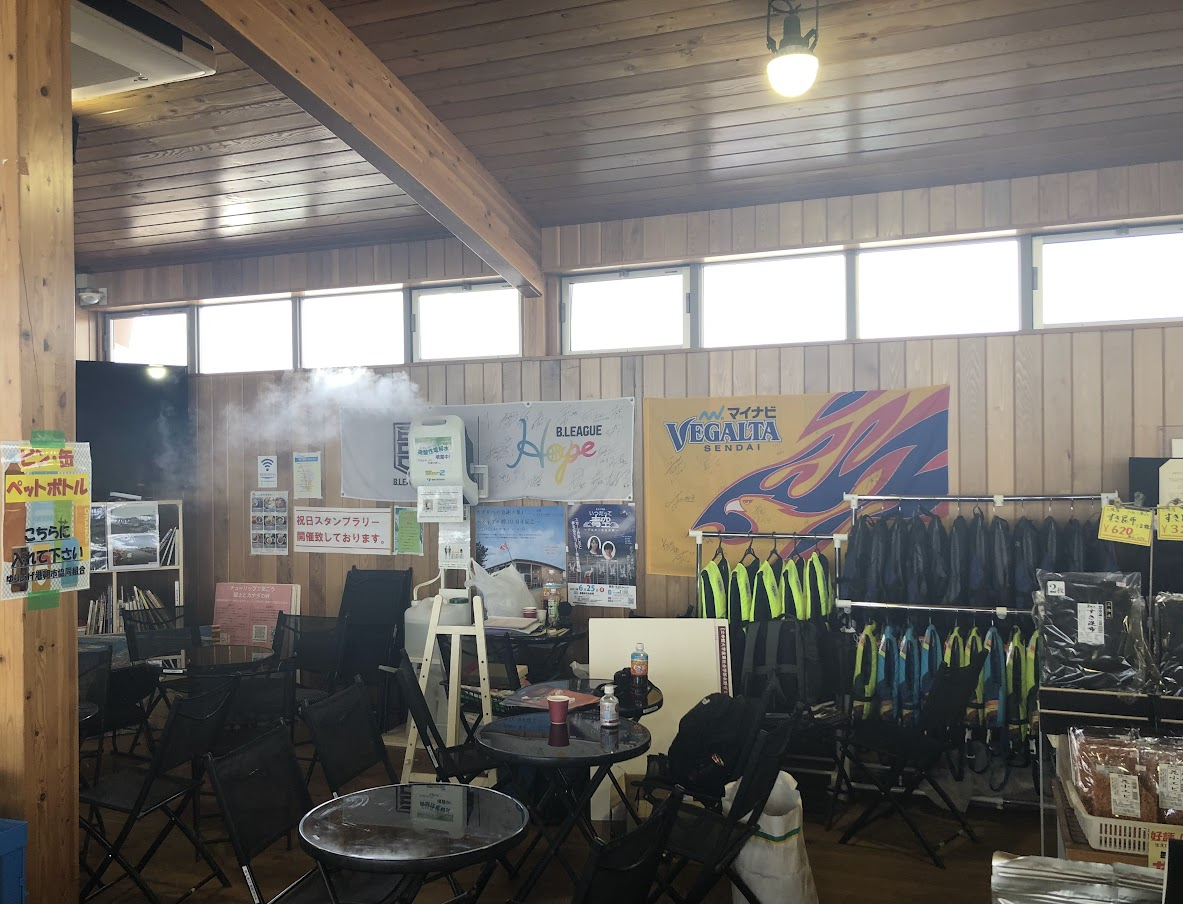

メイプル館

## 被災前のゆりあげ港朝市

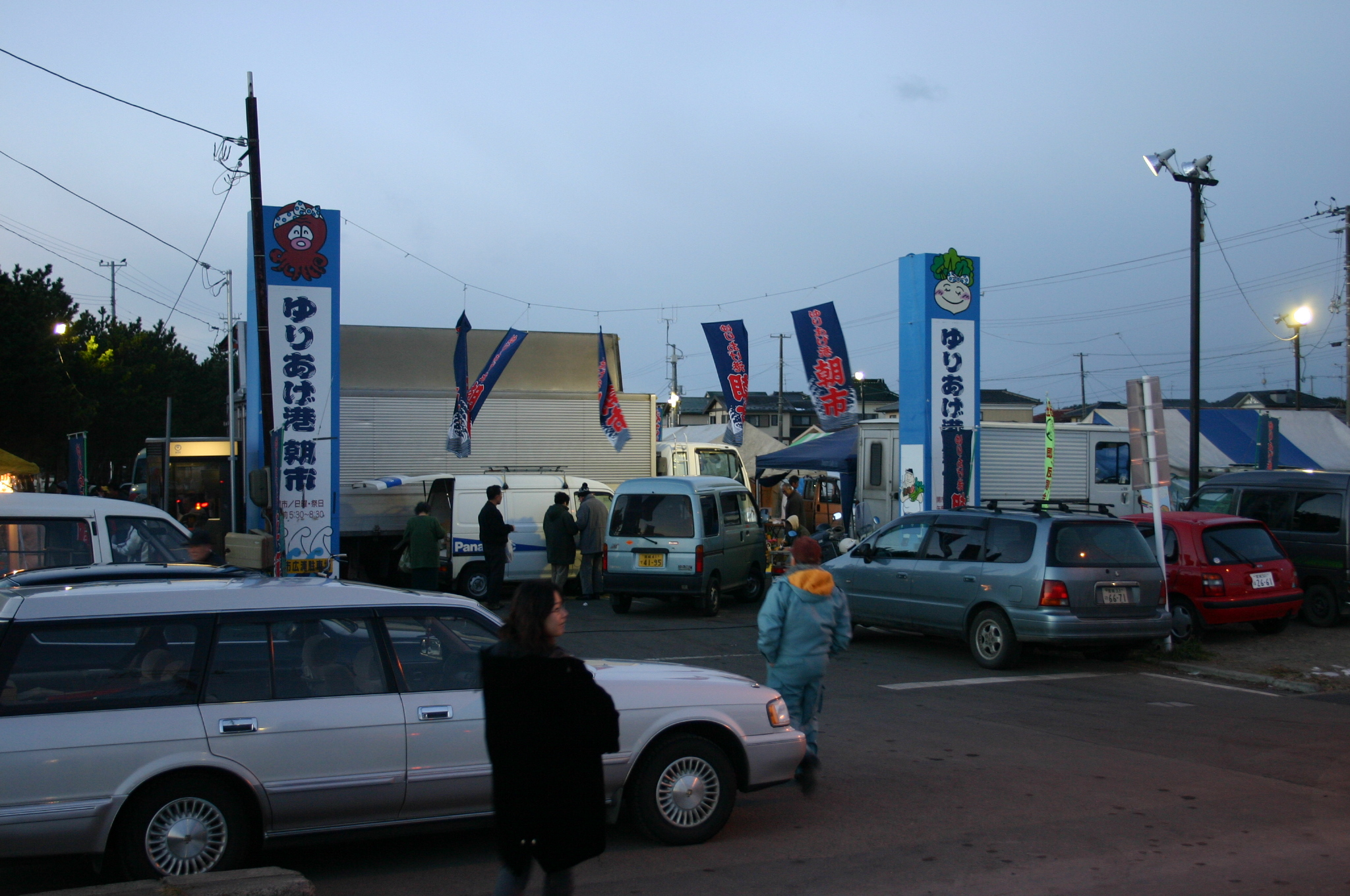
市場入口遠景
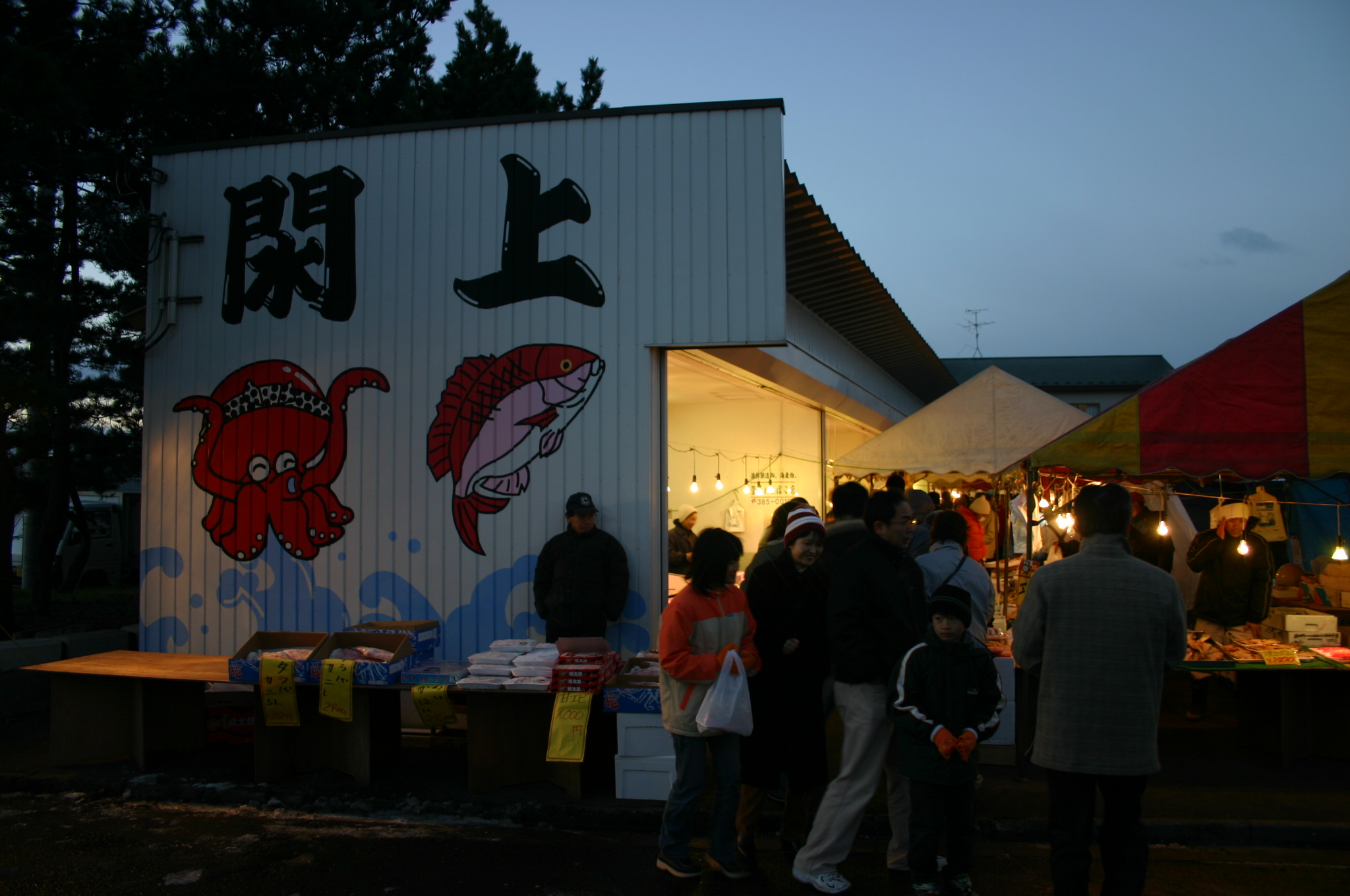
市場入口近景
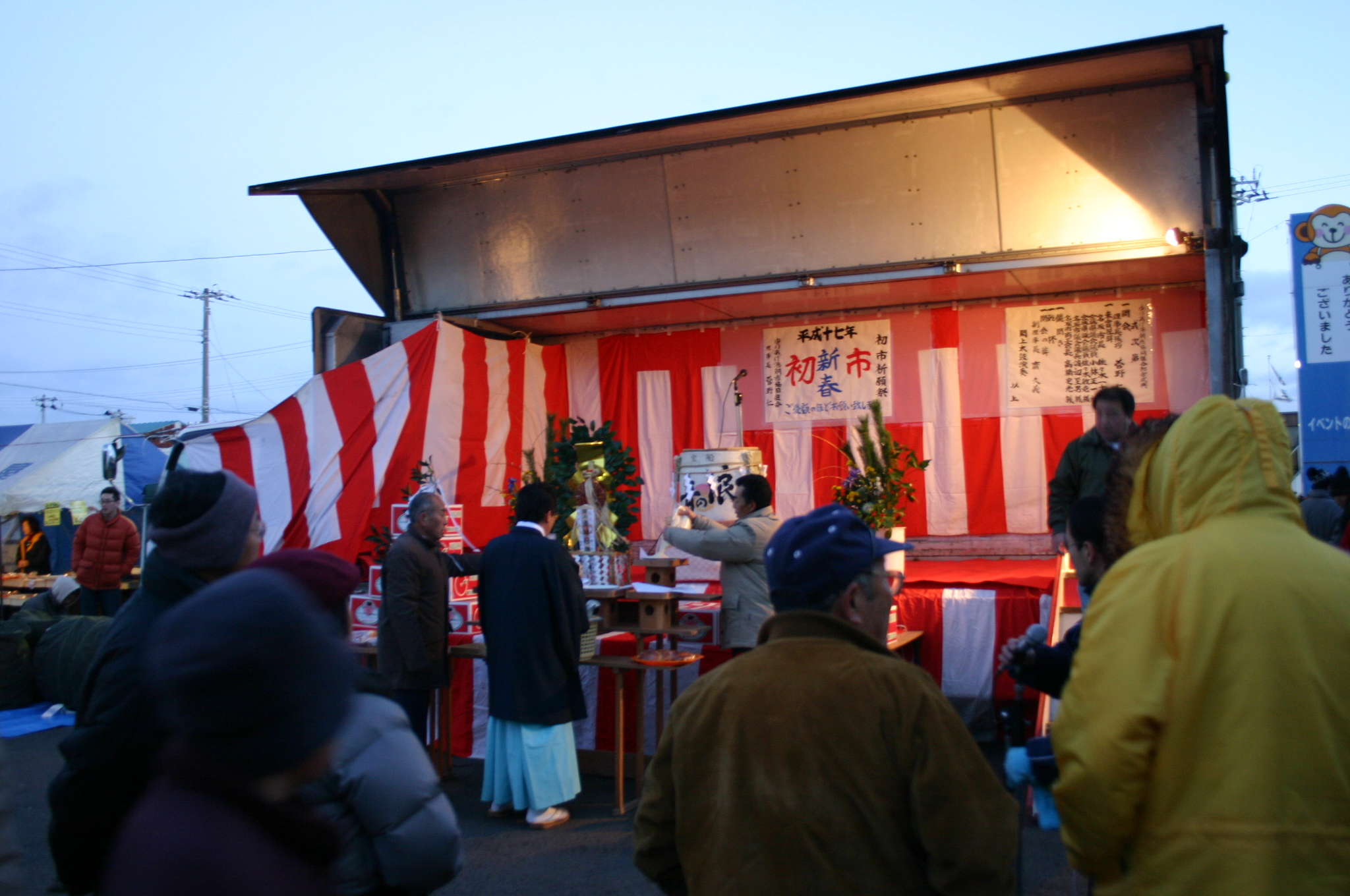
新年祈願
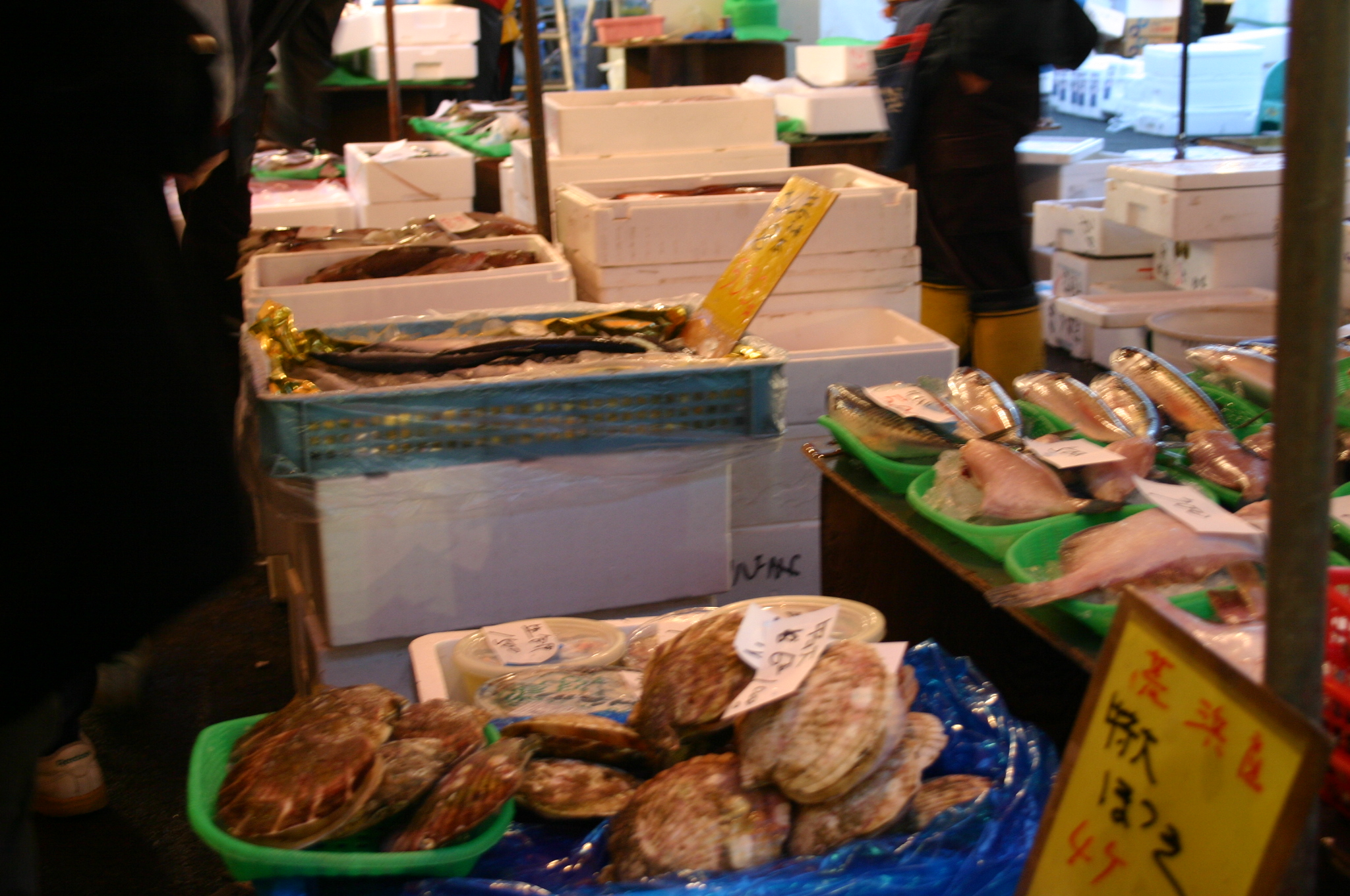
市場内１
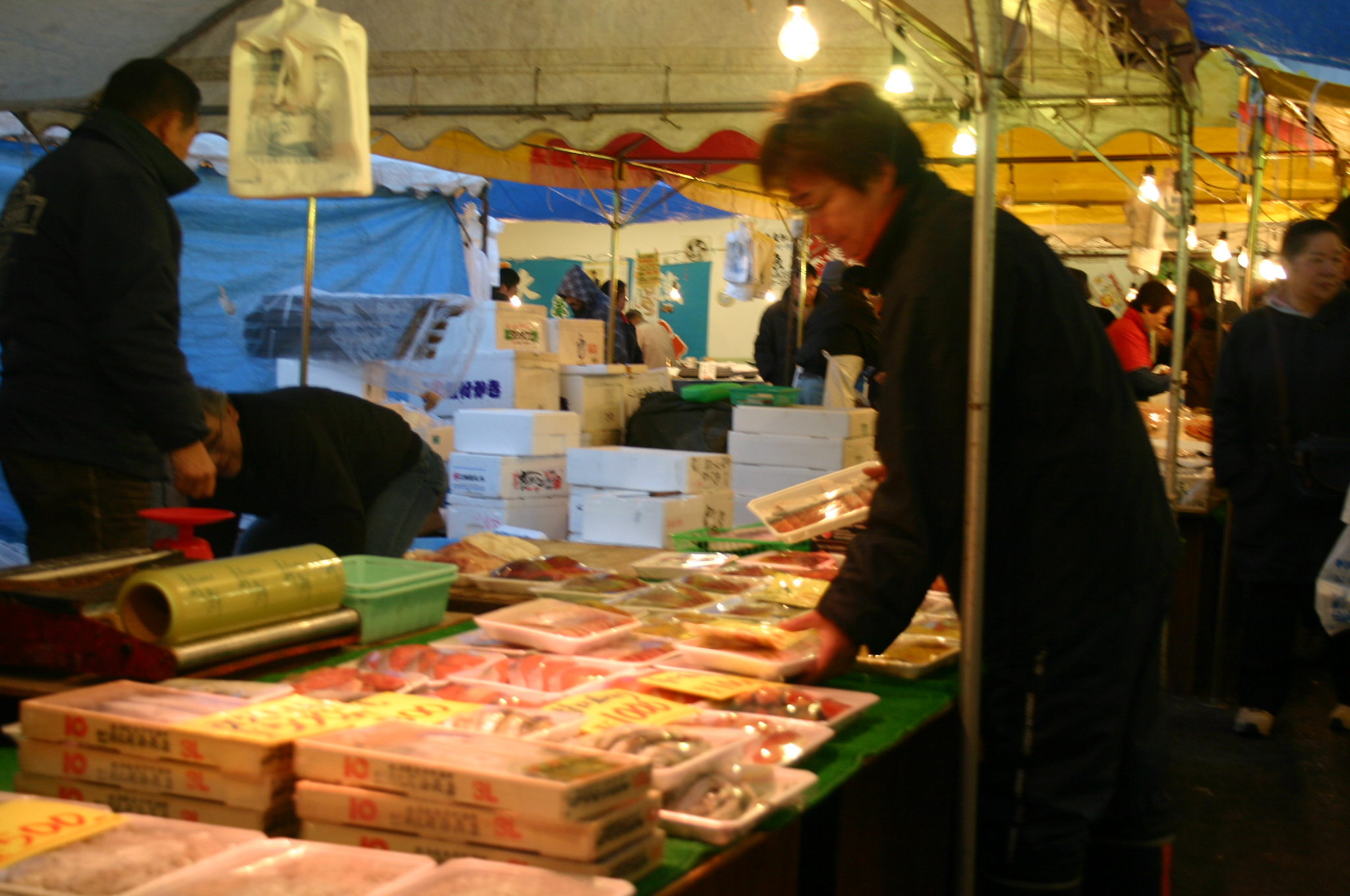
市場内２
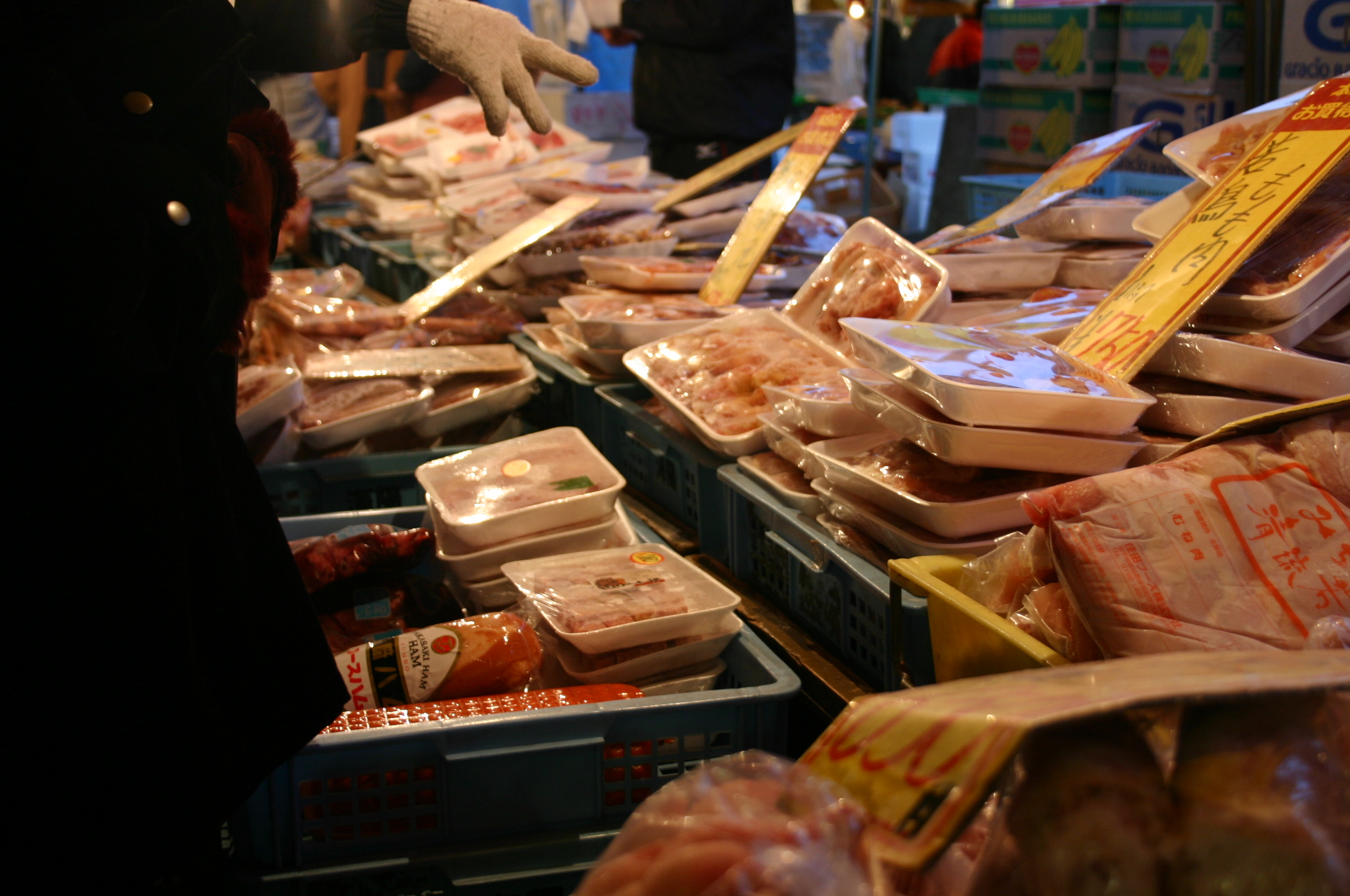
市場内３

2005年1月9日
| - 市場入口遠景 - 市場入口近景 - 新年祈願 - 市場内１ - 市場内２ - 市場内３ |